# Rhopalozetes panabokkei
Rhopalozetes panabokkei är en kvalsterart som beskrevs av Balogh 1970. Rhopalozetes panabokkei ingår i släktet Rhopalozetes och familjen Microzetidae. Inga underarter finns listade i Catalogue of Life.